# Antarctosaurus brasiliensis
Antarctosaurus brasiliensis ("inte nordlig ödla från Brasilien") är en art av dinosaurier som tillhör släktet Antarctosaurus och levde under yngre delen av kritaperioden för 83-71 miljoner år sedan i dagens Brasilien, Sydamerika. Den antas ha varit en stor, fyrbent växtätande sauropod med en lång hals och en lång svans. Den kan ha varit bepansrad, så som andra släktingar inom Titanosauridae. Den kan ha mätt upp till runt 18 meter i längd, men man är inte säker då kvarlevorna är ofullständiga. En nära släkting kan ha varit Laplatasaurus.

## Etymologi
Antarctosaurus brasiliensis döptes av Arid och Vizotto år 1972. Namnet Antarctosaurus åberopar inte kontinenten Antarktis, eftersom samtliga rester har hittats i Sydamerika. Emellertid har de båda namnen samma härkomst från grekiskans ord αντι/anti, som betyder 'motsats till', och αρκτός/arktos, som betyder 'norr'. Suffixet kommer från ordet σαυρος/sauros som betyder 'ödla'. Släktnamnet hänvisar till dess geografiska placering på en sydlig kontinent samt på dess tilltänkta ödlelika utseende. Artnamnet hänvisar till att den hittades i Brasilien.

## Fynd
Antarctosaurus brasiliensis hittades i Bauru-sänkan i Brasilien. Fossilet består av ett ofullständigt skelett som saknar kranium. Fyndplatsen dateras tillbaka till campanian-skedet eller 83 till 71 miljoner år sedan. Det är inte säkert att A. brasiliensis är en egen art med tanke på att resterna är så ofullständiga.